# Annibale Caro
Annibale Caro (Civitanova Marche, 6 de juny de 1507 – Frascati, 17 de novembre de 1566) fou un poeta italià.

## Biografia

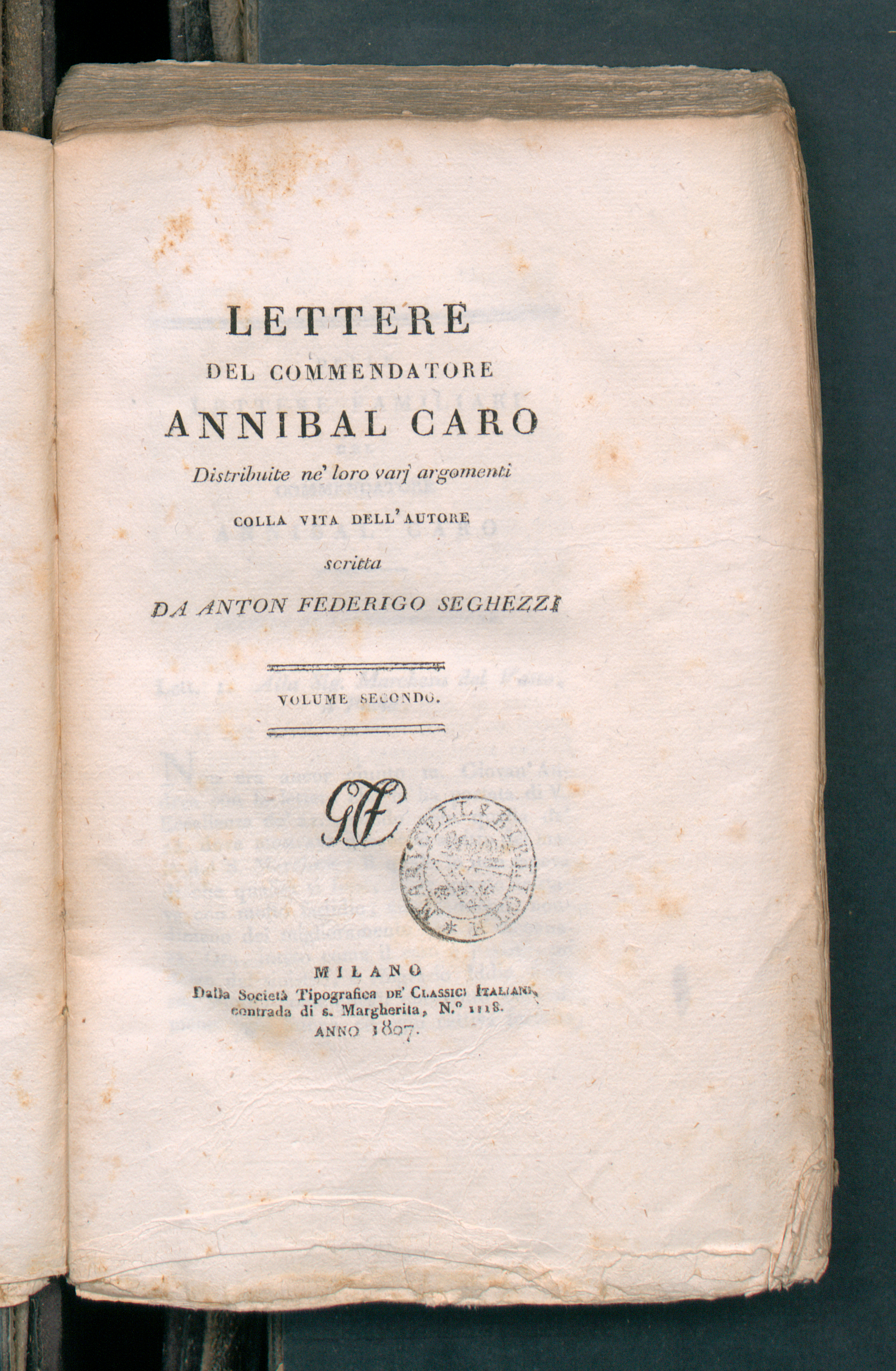
Lettere del commendatore Annibal Caro, 1807

Va nàixer a Civitanova Marche, prop d'Ancona. Esdevingué tutor de la rica família de Lodovico Gaddi, a Florència, i després secretari del germà de Lodovico, Giovanni. A la mort de Gaddi, va entrar al servei de la família Farnese i esdevingué secretari privat de Pere Lluís Farnese, duc de Parma, i dels seus fills; el duc Octavi i els cardenals Ranuccio i Alexandre.
L'obra principal de Caro van ser el seu treball de traducció. També va ser autor de poemes, sonets i d'una comèdia titulada Gli Straccioni. La seua obra també inclou dos enginyosos jeux d'esprit: La Fichelde, elogi de la figa, i un elogi del gran nas de Leoni Ancona, un personatge local. La seua poesia destaca per la llibertat i gràcia de la versificació, fins al punt que l'autor va reivindicar que havia dut el verso sciolto al seu cim a Itàlia. Les cartes que va escriure, tant pròpies com en nom dels cardenals Farnese, destaquen tant per a seua cruesa com per l'elegància i el seu polit estil eufemístic.
La seua fama va patir a causa de la virulència amb què va atacar Lodovico Castelvetro en una de les seues canzoni, i per la mesquinesa que va mostrar en denunciar-lo davant l'Església per haver traduït alguns escrits de Philipp Melanchthon, un correligionari de Martí Luter.
Va morir a Frascati l'any 1566. La seua tomba es troba a l'església de San Lorenzo in Damaso, a Roma. Els seus treballs en prosa inclouen traduccions d'Aristòtil, Cebrià de Cartago i Gregori de Nazianz.

## Les traduccions
Annibale Caro va publicar una traducció de l'Eneida que va ser molt admirada pels seus contemporanis i que encara és llegida amb plaer pels amants de la llengua italiana. Altra de les seues traduccions que va romandre com a model durant segles va ser la de Dafnis i Cloe, la novel·la de Longus.